# Ontherus aphodioides
Ontherus aphodioides är en skalbaggsart som beskrevs av Hermann Burmeister 1874. Ontherus aphodioides ingår i släktet Ontherus och familjen bladhorningar. Inga underarter finns listade i Catalogue of Life.